# Ceratinops crenatus
Ceratinops crenatus là một loài nhện trong họ Linyphiidae.
Loài này thuộc chi Ceratinops. Ceratinops crenatus được James Henry Emerton miêu tả năm 1882.